# Hanneli Goslar
Hannah Elizabeth Pick, nata Goslar, detta Hanneli (Berlino, 12 novembre 1928 – Gerusalemme, 28 ottobre 2022), è stata un'infermiera tedesca di origine ebrea, superstite dell'Olocausto, nota per la sua amicizia con Anna Frank.

## Biografia

### Primi anni
Hannah Elizabeth Goslar nacque a Berlino, in Germania, da Hans Goslar (Berlino, 4 novembre 1889 - Bergen Belsen, 25 febbraio 1945), giornalista, scrittore e vice ministro degli affari esteri in Germania fino al 1933, e la moglie Ruth Judith Klee (23 ottobre 1901 - 28 ottobre 1942), insegnante. I genitori, che si sposarono nel 1926, erano ebrei osservanti.
In seguito alla vittoria di Adolf Hitler e del partito nazista alle elezioni federali tedesche del 1933, Hans Goslar fu costretto a dimettersi dalla sua carica di vice ministro. Dopo aver tentato invano di fuggire in Inghilterra, i Goslar decisero di trasferirsi ad Amsterdam, nei Paesi Bassi. Lì, Hanneli frequentò l'asilo (dove conobbe Anna Frank) e, in seguito, la 6ª Scuola Montessori. In realtà le due bambine si erano già incontrate in una drogheria circa una settimana dopo l'arrivo ad Amsterdam della famiglia Goslar. Anna e Hanneli strinsero amicizia con Susanne "Sanne" Ledermann, una ragazza del quartiere, e successivamente con Ilse Wagner e Jacqueline van Maarsen. Anna, nel suo diario, descrisse Hanneli come una ragazza spesso timida e con i suoi genitori molto impertinente, mentre in presenza di altri modesta.
In seguito all'invasione tedesca dei Paesi Bassi e all'emanazione delle leggi razziali, Hanneli e Anna vennero costrette a lasciare la scuola Montessori e a frequentare il Liceo Ebraico. Il 25 ottobre 1940 nacque la sorella minore di Hanneli, Rachel Gabrielle Ida, soprannominata "Gabi". Due anni dopo, il 28 ottobre 1942, morì la madre Ruth, durante il parto del terzo figlio, nato morto.

### L'arresto e la deportazione
Nel 1943 Hannah, Gabi, il padre Hans e i nonni materni Alfred Klee e Therese Stargardt vennero arrestati dalla Gestapo e deportati inizialmente nel campo di transito di Westerbork e poi nel campo di concentramento di Bergen-Belsen, in Germania, in una zona privilegiata del campo in quanto possessori di alcuni passaporti per la Palestina. Nel febbraio del 1945 Hanneli riuscì brevemente a parlare con Anna Frank, rimasta nascosta per poco più di due anni nella ditta del padre Otto assieme ai genitori, la sorella e altri quattro inquilini. Anna, dopo essere stata per circa due mesi nel campo di sterminio di Birkenau, fu deportata assieme alla sorella Margot in una zona del campo di Belsen non privilegiata, dove le morti per tifo e malnutrizione erano all'ordine del giorno. Hannah lanciò all'amica un pacchetto contenente un pezzo di pane e un paio di calzini, utilizzati per tenere Margot al caldo; fu l'ultima volta che Hanneli ebbe un contatto con Anna, la quale morì di tifo esantematico verso la fine del mese. Hanneli e Gabi sopravvissero per 14 mesi a Bergen-Belsen, mentre Hans e i nonni materni morirono durante la prigionia: il padre e la nonna a Bergen-Belsen, il nonno a Westerbork il 10 novembre 1943 per un attacco di cuore. Hanneli e Gabi, le uniche superstiti della famiglia Goslar, emigrarono a Gerusalemme nel 1947.

### Dopo la guerra
Nel dopoguerra, Hanneli sposò il dottor Walter Pinchass Pick, da cui ebbe tre figli. Viveva a Gerusalemme ed era nonna di 10 nipoti. Hanneli è apparsa in numerosi documentari sulla vita di Anna Frank, come Laatste Zeven Maanden van Anne Frank, del 1988, Anne Frank Remembered, film documentario del 1995, e Classmates of Anne Frank, del 2008. È morta a Gerusalemme il 28 ottobre 2022 a 93 anni.

## Nella cultura di massa
Hanneli è stata ritratta in tre film dedicati alla storia di Anna Frank.
- nella miniserie La storia di Anna Frank, del 2001, da Jade Williams;
- nel film TV italiano Mi ricordo Anna Frank, del 2010, da Panna Szurdi;
- nel film olandese Anna Frank, la mia migliore amica, del 2021, da Josephine Arendsen.